# West-Vlaams Heuvelland (Natura 2000)
West-Vlaams Heuvelland is een Natura 2000-gebied (habitatrichtlijngebied BE2500003) in Vlaanderen. Het gebied ligt in de gelijknamige streek West-Vlaams Heuvelland in de provincie West-Vlaanderen. Het Natura 2000-gebied beslaat 1878 hectare verspreid over verschillende gebieden. In het gebied komen zeven Europees beschermde habitattypes voor: blauwgraslanden, droge heide, eiken-beukenbossen met wilde hyacint en parelgras-beukenbossen, eiken-beukenbossen op zure bodems, glanshaver- en grote vossenstaartgraslanden, heischrale graslanden en soortenrijke graslanden van zure bodems, valleibossen, elzenbroekbossen en zachthoutooibossen, vochtige tot natte heide, voedselrijke, gebufferde wateren met rijke waterplantvegetatie, voedselrijke, soortenrijke ruigtes langs waterlopen en boszomen.
Het landschap bestaat uit bossen, bronnen, beekvalleien, graslanden, heide en kleine landschapselementen zoals poelen, oude bomenrijen en houtkanten.
Er komen tien Europees beschermde soorten voor in het gebied: bittervoorn bosvleermuis, Brandts vleermuis, franjestaart, gewone grootoorvleermuis, grijze grootoorvleermuis, ingekorven vleermuis, kamsalamander, laatvlieger, rosse vleermuis, watervleermuis.
Gebieden die deel uitmaken van het Natura 2000-gebied zijn onder andere: Vidaigneberg (Broekelzen), Scherpenberg, Helleketelbos, Kemmelberg met Kemmelbergbos, Rodeberg met Hellegatbos, Monteberg, Sixtusbossen, Galgebossen, Palingbeek, Vierlingen, Hogebossen, Gasthuisbossen, Polygoonbos, Douvevallei en Eeuwenhout, bossen van Wijtschate en Breemeersen.

## Afbeeldingen

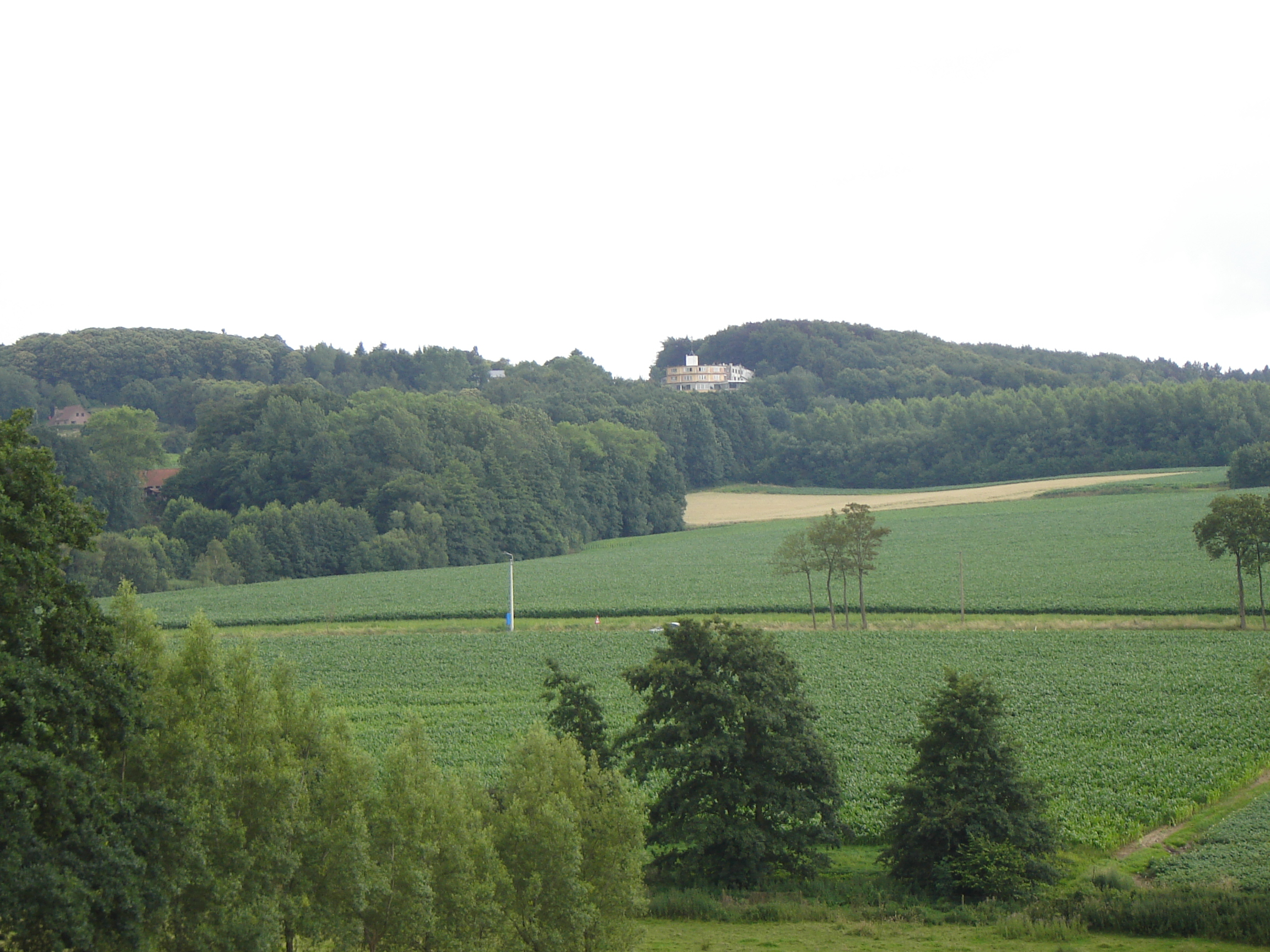
Hellegatbos op de Rodeberg
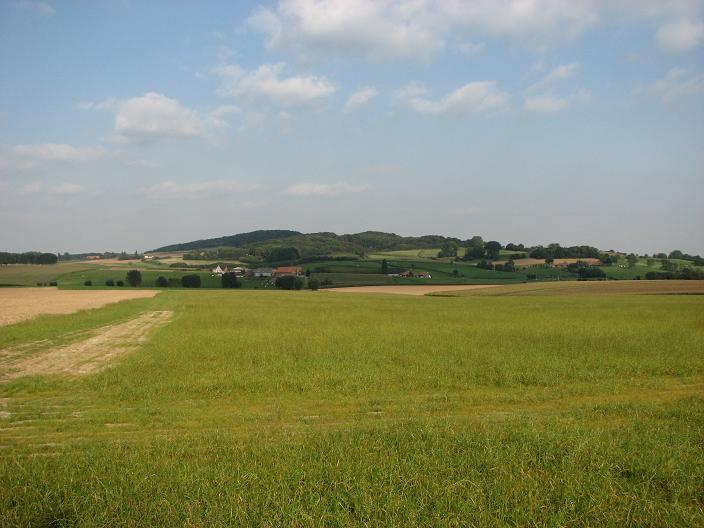
bos op de Kemmelberg
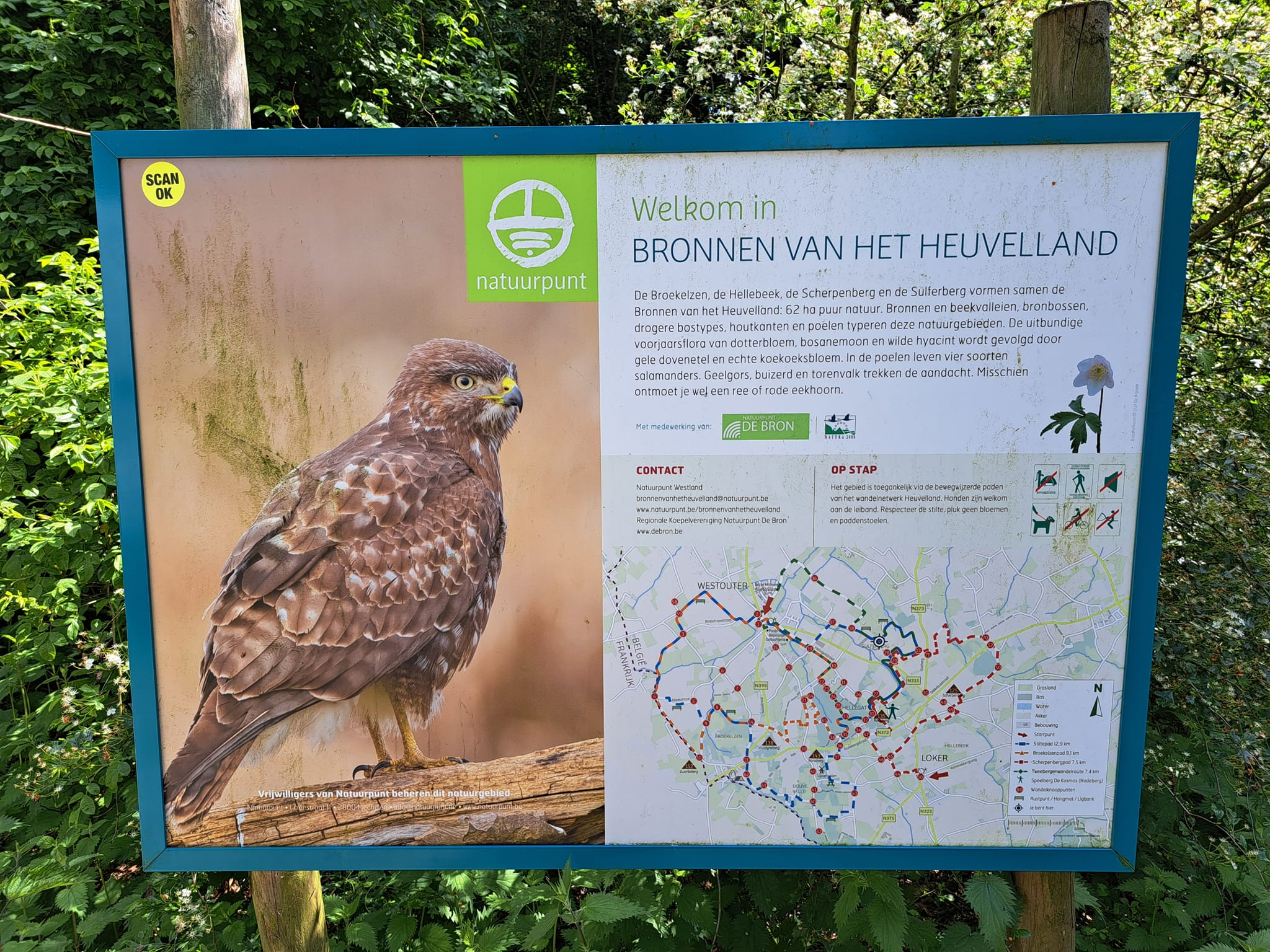
Bronnen van het Heuvelland
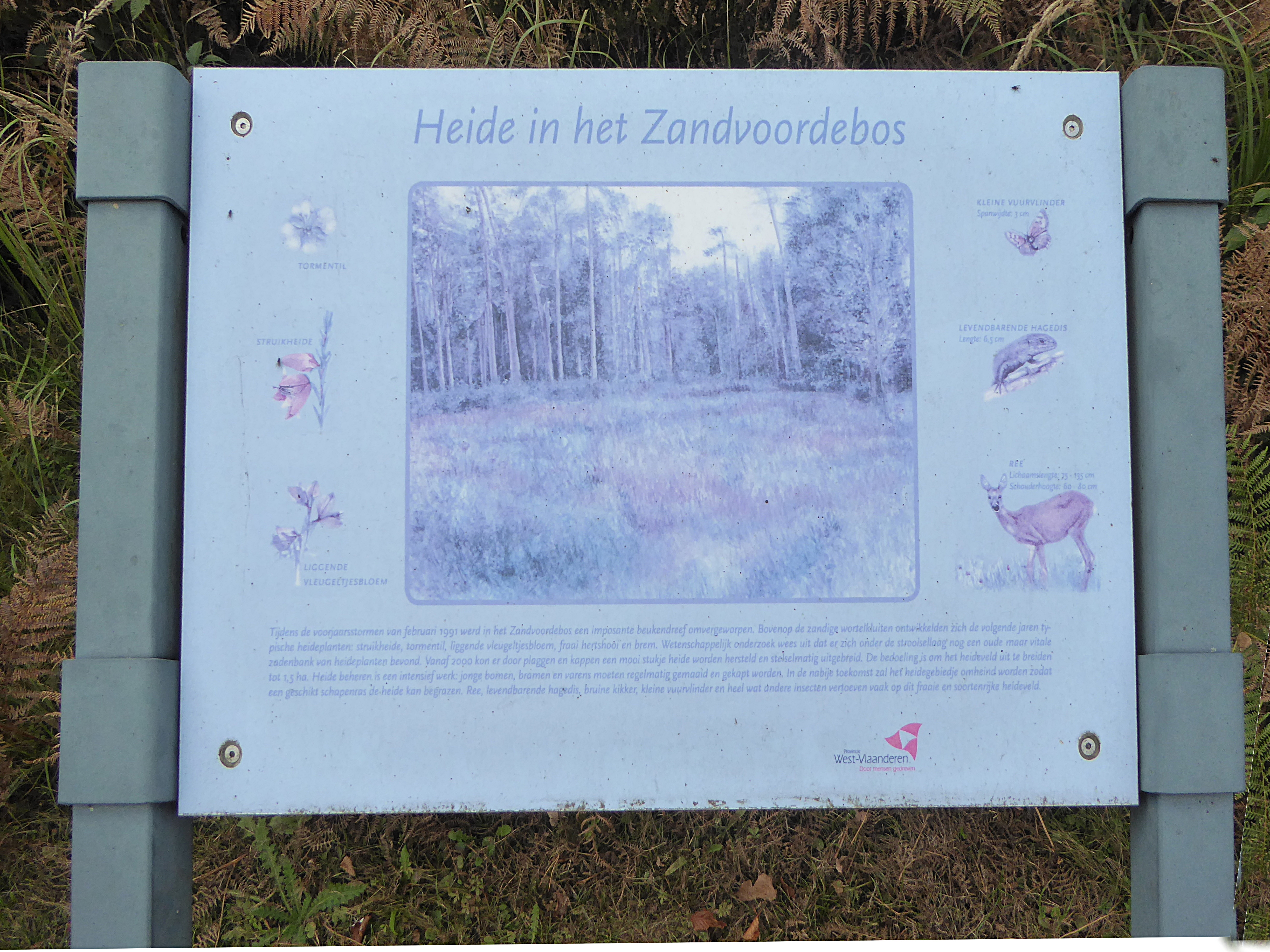
Indicatief paneel "Natura 2000" Zillebeke
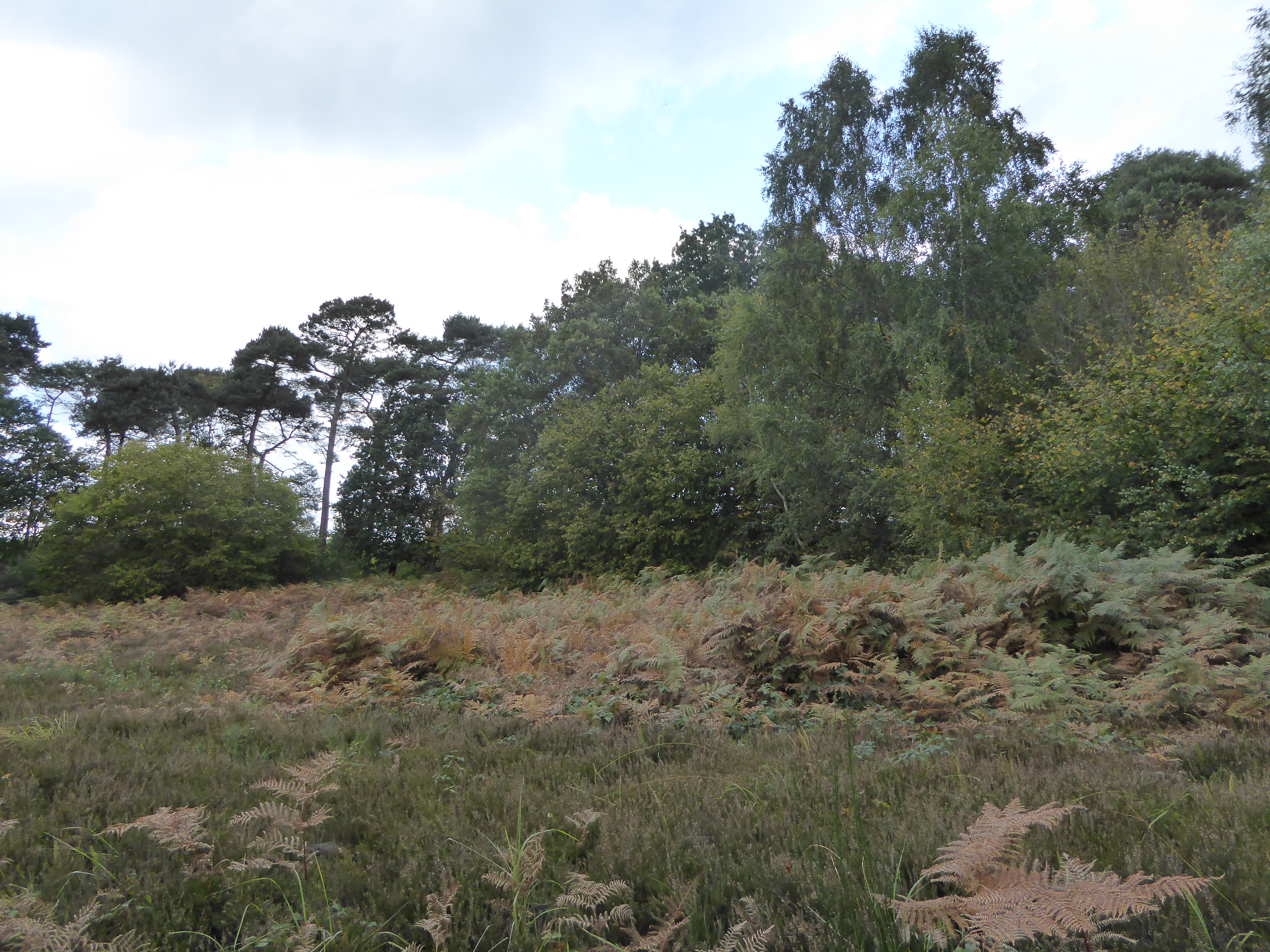
Natura 2000 Zillebeke
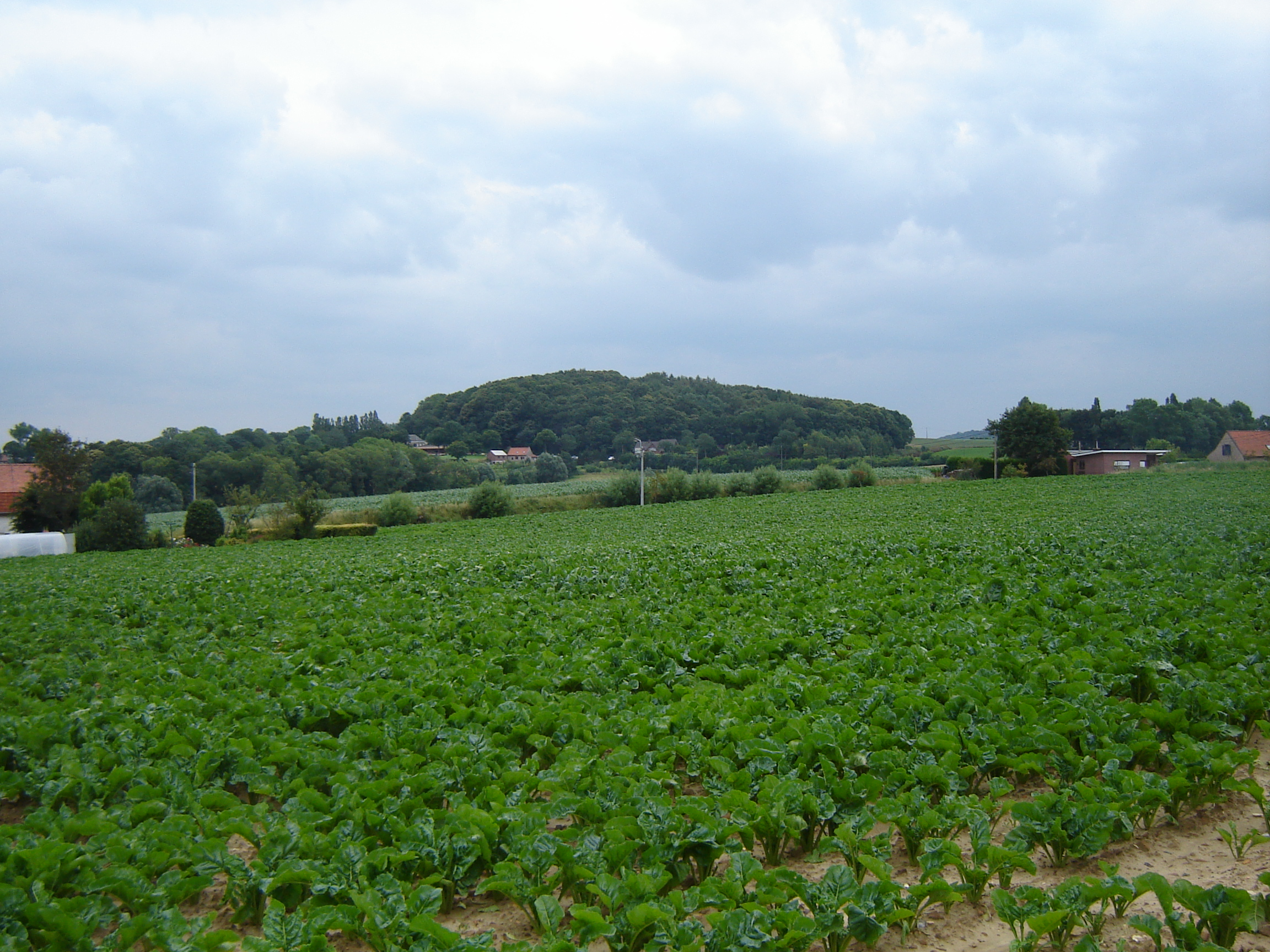
Scherpenberg
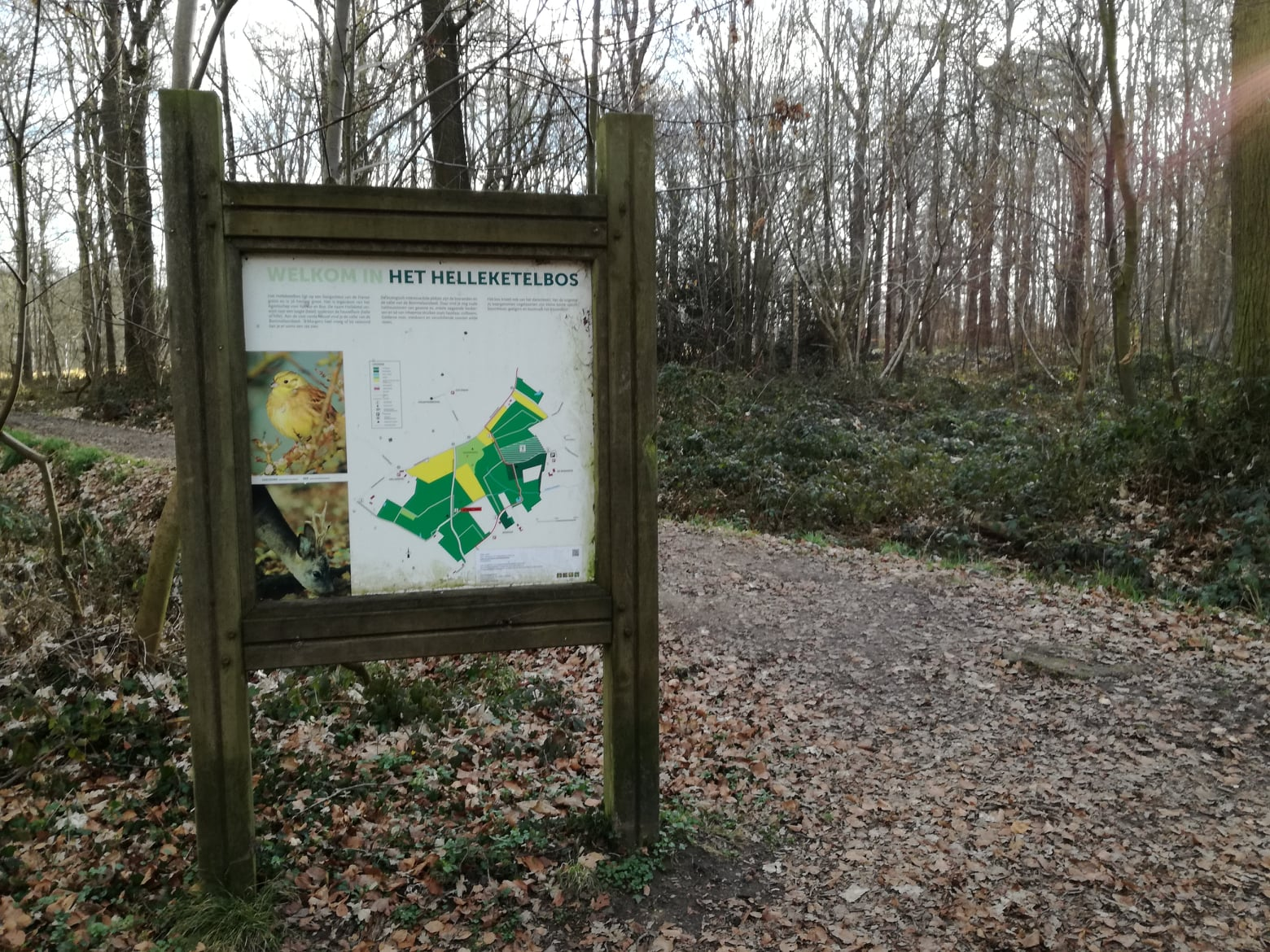
Helleketelbos
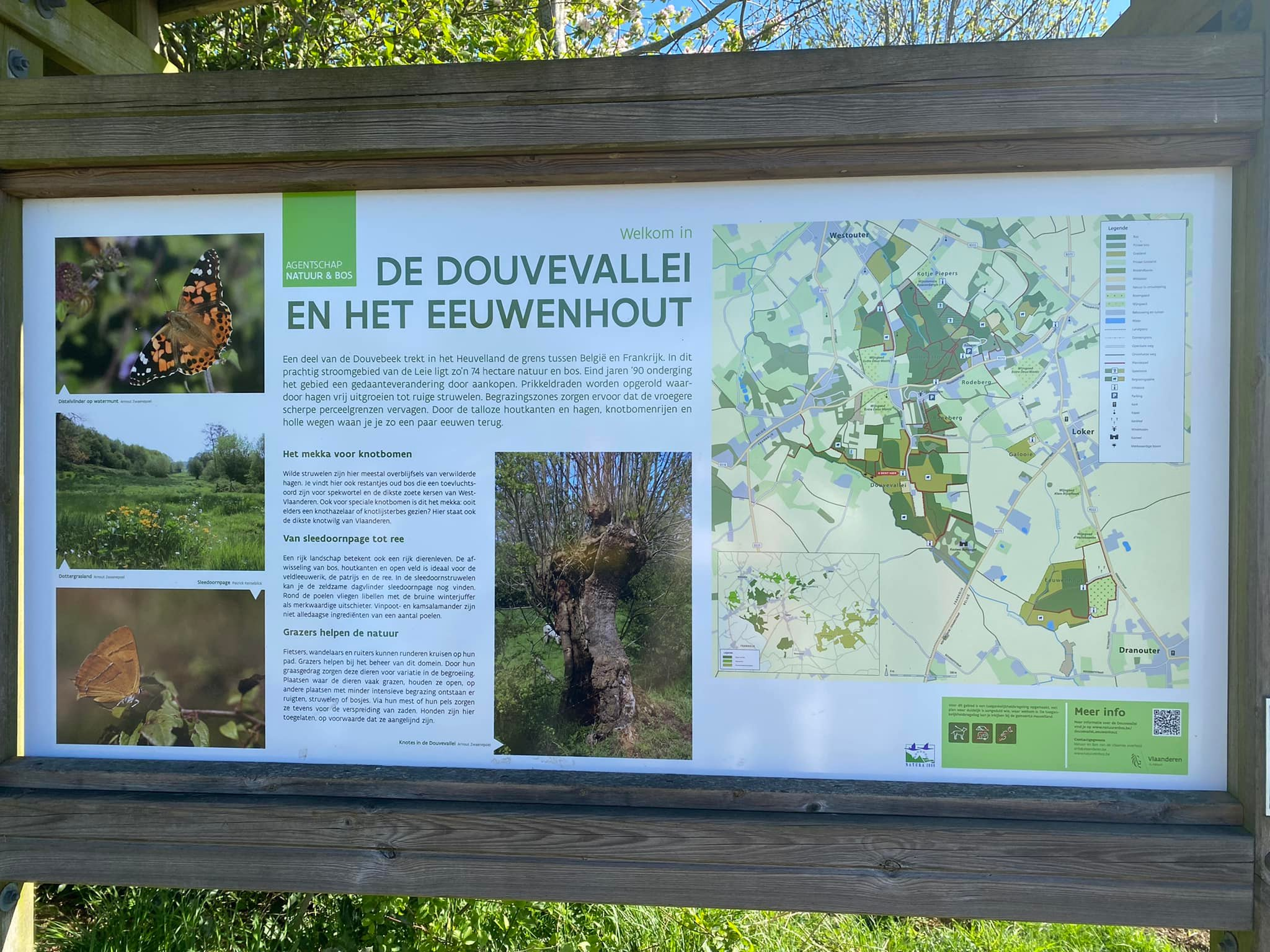
Douvevallei en Eeuwenhout